# Академгородок (Иркутск)

Стела, посвященная науке, в Академгородке Иркутска

Академгородок — район Свердловского административного округа Иркутска, расположенный в юго-западной части города, на левом берегу Ангары. Вблизи находятся Иркутский государственный технический университет и ряд факультетов Иркутского государственного университета. Главным отличием иркутского Академгородка от других подобных Академгородков является то, что он расположен не в отдалённом районе, а фактически в центре города; главная улица является практически единственным проездом между разными районами Иркутска.
Общая численность работников Иркутского научного центра составляет на конец 2005 г. — 3835 чел., из них — 1132 научных сотрудника, в том числе 231 доктор наук и 658 кандидатов наук.
В Иркутском научном центре работают 6 академиков РАН и 6 членов-корреспондентов РАН. Аспирантскую подготовку ежегодно проходят более 300 человек, в том числе очно — более 250 чел. Число аспирантов составляет 30,4 % от числа научных сотрудников.
В институтах ИНЦ СО РАН действует 10 диссертационных советов по защите диссертаций на соискание ученой степени доктора наук. При этом посредством музея Экспериментарий ИНЦ занимается популяризацией науки среди населения и, в первую очередь, школьников — в музее посетители могут посмотреть на проведение удивительных опытов и даже поучаствовать в них.

## История

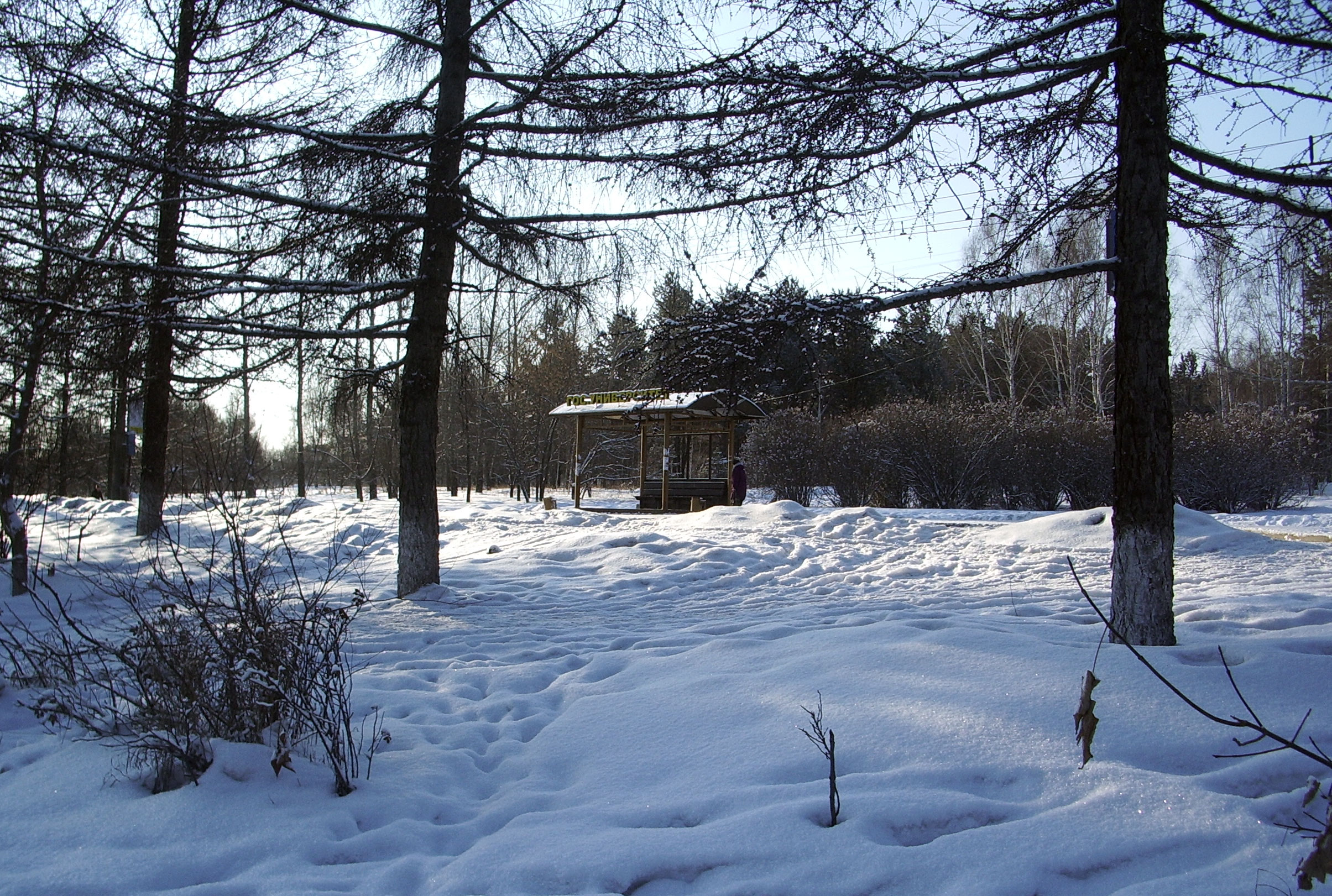
Остановка общественного транспорта «Гос. университет» в Академгородке

В феврале 1949 г. распоряжением Совета Министров СССР и постановлением Президиума АН СССР в г. Иркутске был организован Восточно-Сибирский филиал АН СССР. В то время в составе научных подразделений Филиала работало около 200 научных сотрудников. С 1957 г. Филиал вошёл в состав Сибирского отделения АН СССР. В 1988 г. Филиал и иркутское объединение научных институтов получили статус Иркутского научного центра СО АН СССР.

## Основные научные центры Академгородка
В Академгородке располагается ряд научных учреждений и организаций. Основные из них:
- Институт земной коры СО РАН (ИЗК СО РАН)
- Сибирский институт физиологии и биохимии растений СО РАН (СИФИБР СО РАН)
- Институт географии им. В. Б. Сочавы СО РАН (ИГ СО РАН)
- Институт геохимии им. А. П. Виноградова СО РАН (ИГХ СО РАН)
- Институт динамики систем и теории управления СО РАН (ИДСТУ СО РАН)
- Институт солнечно-земной физики СО РАН (ИСЗФ СО РАН)
- Иркутский институт химии им. А. Е. Фаворского СО РАН (ИрИХ СО РАН)
- Лимнологический институт СО РАН (ЛИН СО РАН)
- Институт систем энергетики им. Л. А. Мелентьева СО РАН (ИСЭМ СО РАН)
- Иркутский филиал Института лазерной физики СО РАН (ИФ ИЛФ СО РАН)
- Отдел региональных экономических и социальных проблем при Президиуме ИНЦ СО РАН
- Иркутский региональный центр геоинформационных технологий

А также:
- Центральная научная библиотека ИНЦ СО РАН (332 000 ед. хранения)
- Байкальский Музей ИНЦ СО РАН
- Дендропарк и др.

## Научно-исследовательская база
К установкам национального масштаба относятся Сибирский солнечный радиотелескоп, проблемно-ориентированный телескоп для измерения слабых фоновых магнитных полей на Солнце, Иркутский радар некогерентного рассеивания ИСЗФ СО РАН.
К уникальным приборам — фитотрон (установка искусственного климата) СИФИБР СО РАН, высокоточное аналитическое оборудование центров коллективного пользования.
На территории всей Сибири расположены десятки сейсмических, астрономических, географических, биологических станций и стационаров институтов Иркутского научного центра СО РАН. В ИСЭМ СО РАН создан и активно используется высокотемпературный контур для исследований энергетических процессов, протекающих в энергетических установках. Разрабатывается программное обеспечение для исследования проблем энергетики в национальных масштабах.

## Происшествия
В период с 14 ноября 2010 года по 3 апреля 2011 года в Академгородке произошло несколько вооруженных нападений на местных жителей, шесть из которых закончились смертью потерпевших. Двое убийц, Артём Ануфриев и Никита Лыткин, были арестованы и осуждены: Ануфриев получил пожизненное заключение, Лыткин — 24 года лишения свободы, срок был сокращён до 20 лет; в 2021 году Лыткин совершил самоубийство.